# Chrozophora sabulosa
Chrozophora sabulosa là một loài thực vật có hoa trong họ Đại kích. Loài này được Kar. & Kir. mô tả khoa học đầu tiên năm 1842.